# 约翰·斯蒂芬森
约翰·斯蒂芬森（英語：John Steffensen，1982年8月30日—），澳大利亚男子田径运动员。他曾代表澳大利亚参加2004年、2008年和2012年夏季奥林匹克运动会田径比赛，其中2004年奥运会获得一枚银牌。